# Dutch Basketball League 2012-13
Het Dutch Basketball League seizoen 2012-13 was het 53e seizoen van de Nederlandse basketbaleredivisie. Hierin werd gestreden om het 66e Nederlands kampioenschap basketbal. Het was het derde jaar van de competitie onder de naam Dutch Basketball League. In de competitie speelden 10 teams om een plaats in de play-offs die volgden in april. Zorg en Zekerheid Leiden won uiteindelijk het landskampioenschap, nadat het tien wedstrijden op rij wist te winnen in de play-offs.

## Teams
Na het seizoen 2011-12 waarin slechts acht teams meededen, het laagste aantal sinds 1994/1995, waren er dit seizoen weer tien teams. Nieuwkomers waren BC Apollo uit Amsterdam en Den Helder Kings.
Lasaulec Aris verloor haar sponsor en ging nu door het leven als Aris Leeuwarden, Magixx Playing for KidsRights kreeg haar oude sponsor The Matrixx terug en heette dit seizoen weer Matrixx Magixx.
| Team                        | Stad             | Stadion                   | Capac. | Coach                                    |
| --------------------------- | ---------------- | ------------------------- | ------ | ---------------------------------------- |
| BC Apollo                   | Amsterdam        | Apollohal                 | 1500   | Tree Marioneaux                          |
| Den Helder Kings            | Den Helder       | KingsDome                 | 1000   | Jean-Marc Jaumin                         |
| GasTerra Flames             | Groningen        | MartiniPlaza              | 4300   | Ivica Skelin (vervanger van Hakim Salem) |
| EiffelTowers Den Bosch      | 's-Hertogenbosch | Maaspoort Sports & Events | 2800   | Raoul Korner                             |
| Aris Leeuwarden             | Leeuwarden       | Sporthal Kalverdijkje     | 800    | Erik Braal                               |
| Zorg en Zekerheid Leiden    | Leiden           | Vijf Meihal               | 2000   | Toon van Helfteren                       |
| Rotterdam Basketbal College | Rotterdam        | Topsportcentrum Rotterdam | 1000   | Randy Wiel                               |
| Stepco BSW                  | Weert            | Sporthal Boshoven         | –      | Jim Meil                                 |
| Matrixx Magixx              | Wijchen          | Sporthal De Arcus         | 700    | Mark van Schutterhoef                    |
| Landstede Basketbal         | Zwolle           | Landstede Sportcentrum    | 1200   | Herman van den Belt                      |

## Competitie
| Naar play-offs |

| Pos. | Team                        | GS | W  | V  | Pnt | PV   | PT   | +/−  |
| ---- | --------------------------- | -- | -- | -- | --- | ---- | ---- | ---- |
| 1    | EiffelTowers Den Bosch      | 36 | 30 | 6  | 60  | 3076 | 2503 | +573 |
| 2    | Zorg en Zekerheid Leiden    | 36 | 27 | 9  | 54  | 2812 | 2381 | +431 |
| 3    | GasTerra Flames             | 36 | 26 | 10 | 52  | 2832 | 2623 | +209 |
| 4    | Aris Leeuwarden             | 36 | 20 | 16 | 40  | 3008 | 2862 | +146 |
| 5    | Landstede Basketbal         | 36 | 19 | 17 | 38  | 2900 | 2819 | +81  |
| 6    | Den Helder Kings            | 36 | 18 | 18 | 36  | 2577 | 2625 | −48  |
| 7    | Matrixx Magixx              | 36 | 17 | 19 | 34  | 2902 | 2948 | −82  |
| 8    | Stepco BSW                  | 36 | 16 | 20 | 32  | 2743 | 2924 | −181 |
| 9    | BC Apollo                   | 36 | 4  | 32 | 8   | 2541 | 3064 | −523 |
| 10   | Rotterdam Basketbal College | 36 | 3  | 33 | 6   | 2589 | 3195 | −606 |

## Play-offs
De play-offs werden dit seizoen gespeeld met de acht teams die het hoogste eindigden op de ranglijst. Anders dan in voorgaande jaren bestond de kwartfinale dit jaar uit een best-of-five serie.
| Landskampioen 2013                       |
| ---------------------------------------- |
| Zorg en Zekerheid Leiden Leiden 3e titel |

|  | Kwartfinale Best-of-Five | Kwartfinale Best-of-Five | Kwartfinale Best-of-Five |                          |                 | Halve finale Best-of-Five | Halve finale Best-of-Five | Halve finale Best-of-Five |  |  | Finale Best-of-Seven | Finale Best-of-Seven | Finale Best-of-Seven |
|  |                          |                          |                          |                          |                 |                           |                           |                           |  |  |                      |                      |                      |
|  | 1                        | EiffelTowers Den Bosch   | 3                        |                          |                 |                           |                           |                           |  |  |                      |                      |                      |
|  | 8                        | Stepco BSW               | 0                        |                          |                 |                           |                           |                           |  |  |                      |                      |                      |
|  | 8                        | Stepco BSW               | 0                        |                          | 1               | EiffelTowers Den Bosch    | 1                         |                           |  |  |                      |                      |                      |
|  |                          |                          |                          |                          | 1               | EiffelTowers Den Bosch    | 1                         |                           |  |  |                      |                      |                      |
|  |                          | 4                        | Aris Leeuwarden          | 3                        |                 |                           |                           |                           |  |  |                      |                      |                      |
|  | 4                        | 4                        | Aris Leeuwarden          | 3                        | Aris Leeuwarden | 3                         |                           |                           |  |  |                      |                      |                      |
|  | 4                        |                          |                          |                          | Aris Leeuwarden | 3                         |                           |                           |  |  |                      |                      |                      |
|  | 5                        | Landstede Basketbal      | 0                        |                          |                 |                           |                           |                           |  |  |                      |                      |                      |
|  |                          |                          |                          |                          |                 |                           |                           |                           |  |  | 4                    | Aris Leeuwarden      | 0                    |
|  |                          |                          | 2                        | Zorg en Zekerheid Leiden | 4               |                           |                           |                           |  |  |                      |                      |                      |
|  | 2                        | Zorg en Zekerheid Leiden | 3                        |                          |                 |                           |                           |                           |  |  |                      |                      |                      |
|  | 7                        | Matrixx Magixx           | 0                        |                          |                 |                           |                           |                           |  |  |                      |                      |                      |
|  | 7                        | Matrixx Magixx           | 0                        |                          | 2               | Zorg en Zekerheid Leiden  | 3                         |                           |  |  |                      |                      |                      |
|  |                          |                          |                          |                          | 2               | Zorg en Zekerheid Leiden  | 3                         |                           |  |  |                      |                      |                      |
|  |                          | 3                        | GasTerra Flames          | 0                        |                 |                           |                           |                           |  |  |                      |                      |                      |
|  | 3                        | 3                        | GasTerra Flames          | 0                        | GasTerra Flames | 3                         |                           |                           |  |  |                      |                      |                      |
|  | 3                        |                          |                          |                          | GasTerra Flames | 3                         |                           |                           |  |  |                      |                      |                      |
|  | 6                        | Den Helder Kings         | 0                        |                          |                 |                           |                           |                           |  |  |                      |                      |                      |

## Uitslagen
| Team | AMS          | DBO          | DHE          | GRO         | LEE            | LEI          | ROT           | WEE          | WIJ          | ZWO          |
| ---- | ------------ | ------------ | ------------ | ----------- | -------------- | ------------ | ------------- | ------------ | ------------ | ------------ |
| AMS  |              | 63–82 44–109 | 59–66 59–85  | 68–89 60–77 | 80–84 80–85    | 68–85 72–69  | 80–60 91–97   | 75–76 85–88  | 77–92 87–95  | 71–83* 65–68 |
| DBO  | 85–56 105–68 |              | 73–54 82–66  | 64–68 92–44 | 79–75* 79–62   | 95–93* 88–85 | 111–64 100–73 | 88–66 87–65  | 94–60 96–78  | 86–84 90–62  |
| DHE  | 71–64 88–66  | 79–64 67–60  |              | 68–55 72–87 | 53–80 65–52    | 44–83 70–75  | 88–70 93–73   | 83–74 71–61  | 95–71 82–84  | 89–77 71–64  |
| GRO  | 91–67 83–57  | 76–80 75–83  | 83–75 63–50  |             | 84–63 90–87    | 69–67 79–70  | 73–68 105–83  | 97–53 88–67  | 91–87 95–74  | 85–83 86–65  |
| LEE  | 91–85 103–69 | 60–98 93–76  | 99–60 86–60  | 78–71 84–74 |                | 73–69 72–93  | 120–64 103–80 | 98–91 85–61  | 90–96* 98–82 | 91–85 96–83  |
| LEI  | 84–64 100–49 | 64–59 80–70  | 70–64 71–59  | 70–48 66–68 | 72–58 70–59    |              | 101–66 81–59  | 76–64 91–58  | 86–75* 70–54 | 66–56 75–62  |
| ROT  | 79–86 71–85  | 46–95 64–84  | 72–85 72–73  | 73–77 77–95 | 86–106 75–87   | 49–86 70–82  |               | 65–70 70–74  | 70–80 82–72  | 67–86 80–94  |
| WEE  | 82–67 101–78 | 86–95 87–92  | 77–85* 80–68 | 83–77 82–84 | 92–77 81–79    | 65–63 84–73  | 65–69 83–79   |              | 78–87 86–81  | 65–89 90–92  |
| WIJ  | 90–70 86–79  | 68–77 85–104 | 82–67 77–67  | 83–64 68–81 | 104–100* 95–85 | 81–85 60–74  | 88–70 93–88   | 75–66 84–87  |              | 100–82 64–80 |
| ZWO  | 79–64 87–85  | 62–71 78–85  | 77–70 83–76  | 89–86 66–74 | 92–69 87–77    | 78–89 72–78  | 97–67 105–91  | 104–77 67–77 | 88–78 93–73  |              |

* = Winst na verlenging

## Individuele prijzen
MVP (Meest Waardevolle Speler)
- Andre Young  (EiffelTowers Den Bosch)

All-Star Team
- Andre Young  (EiffelTowers Den Bosch)
- Worthy de Jong  (Zorg en Zekerheid Leiden)
- Zach Novak  (Landstede Basketbal)
- Stefan Wessels  (EiffelTowers Den Bosch)
- Ross Bekkering  (Zorg en Zekerheid Leiden)

Best Defender of the Year
- Jason Dourisseau  (GasTerra Flames)

Statistical Player of the Year
- Samme Givens  (Aris Leeuwarden)

MVP Onder 23
- Jessey Voorn  (GasTerra Flames)

Rookie of the Year
- Berend Weijs  (BC Apollo)

Most Improved Player
- Jeroen van der List  (Den Helder Kings)

Coach van het Seizoen
- Raoul Korner  (EiffelTowers Den Bosch)

## Statistieken

#### Records
| Statistiek  | Statistiek | Speler            | Club             |
| ----------- | ---------- | ----------------- | ---------------- |
| Punten      | 41         | Zack Novak        | Landstede Zwolle |
| Rebounds    | 21         | Darryl Webb       | Landstede Zwolle |
| Assists     | 15         | Whit-Holcomb-Faye | Aris Leeuwarden  |
| Steals      | 10         | Whit-Holcomb-Faye | Aris Leeuwarden  |
| Blocks      | 8          | Berend Weijs      | BC Apollo        |
| Driepunters | 7          | 2 spelers         | 2 spelers        |

Bron: RealGM

#### Categorieën
- Alleen spelers die meer dan 25 wedstrijden speelden werden opgenomen.

Punten
| Pos. | Naam          | Club                | PPW  |
| ---- | ------------- | ------------------- | ---- |
| 1    | Anthony Miles | Rotterdam Basketbal | 18,8 |
| 2    | Zach Novak    | Landstede Basketbal | 18,3 |
| 3    | Tanner Smith  | Landstede Basketbal | 17,7 |
| 4    | Samme Givens  | Aris Leeuwarden     | 16,8 |
| 5    | Aron Royé     | BC Apollo           | 16,3 |

Rebounds
| Pos. | Naam               | Club                        | RPW |
| ---- | ------------------ | --------------------------- | --- |
| 1    | Darryl Webb        | Landstede Basketbal         | 9,9 |
| 2    | Kenneth van Kempen | Stepco BSW                  | 9,6 |
| 3    | Cameron Echols     | Rotterdam Basketbal College | 9,2 |
| 4    | Antwan Carter      | Stepco BSW                  | 9,0 |
| 5    | Ross Bekkering     | Zorg en Zekerheid Leiden    | 8,1 |

Assists
| Pos. | Naam              | Club                     | APW |
| ---- | ----------------- | ------------------------ | --- |
| 1    | Whit Holcomb-Faye | Aris Leeuwarden          | 7,8 |
| 2    | Andre Young       | EiffelTowers Den Bosch   | 6,1 |
| 3    | Josh Magette      | Landstede Basketbal      | 5,7 |
| 4    | Matt Bauscher     | EiffelTowers Den Bosch   | 5,1 |
| 5    | Arvin Slagter     | Zorg en Zekerheid Leiden | 4,6 |

Steals
| Pos. | Naam               | Club                   | SPW |
| ---- | ------------------ | ---------------------- | --- |
| 1    | Josh Magette       | Landstede Basketbal    | 2,6 |
| 2    | Stefan Wessels     | EiffelTowers Den Bosch | 2,4 |
| 3    | Byrquis Perine     | Stepco BSW             | 2,4 |
| 4    | Andre Young        | EiffelTowers Den Bosch | 2,3 |
| 5    | Kenneth van Kempen | Stepco BSW             | 2,0 |

Blocks
| Pos. | Naam                | Club                | BPW |
| ---- | ------------------- | ------------------- | --- |
| 1    | Berend Weijs        | BC Apollo           | 2,8 |
| 2    | Jeroen van der List | Den Helder Kings    | 1,5 |
| 3    | Darryl Webb         | Landstede Basketbal | 1,0 |
| 4    | Marcel Aarts        | Matrixx Magixx      | 0,8 |
| 5    | Storm Warren        | Den Helder Kings    | 0,8 |

Minuten
| Pos. | Naam              | Club                | MPW  |
| ---- | ----------------- | ------------------- | ---- |
| 1    | Byrquis Perine    | Stepco BSW          | 35,8 |
| 2    | Sjors Besseling   | Stepco BSW          | 35,4 |
| 3    | Whit Holcomb-Faye | Aris Leeuwarden     | 34,3 |
| 4    | Tanner Smith      | Landstede Basketbal | 33,6 |
| 5    | Ramon Fletcher    | Stepco BSW          | 33,6 |

1960–1968 · 1968/69 · 1969–1977 · 1977/78 · 1978–2000 · 2000/01 · 2001/02 · 2002/03 · 2003/04 · 2004/05 · 2005/06 · 2006/07 · 2007/08 · 2008/09 · 2009/10 · 2010/11 · 2011/12 · 2012/13 · 2013/14 · 2014/15 · 2015/16 · 2016/17 · 2017/18 · 2018/19 · 2019/20 · 2020/21 · 2021/22